# 公共民主党
公共民主党（土耳其语：Toplumcu Demokrasi Partisi）是北塞浦路斯的一个政党。该党成立于2007年5月，由公共自由党和和平与民主运动合并而成。该党的意识形态是社会民主主义。该党主张塞浦路斯统一。该党的政治立场是中间偏左。该党的领导人是Cemal Özyiğit。该党的总部位于北尼科西亚。2015年4月30日，该党成员穆斯塔法·阿肯哲以独立候选人身份当选北塞浦路斯总统。